# Coppa Agostoni 1976
La Coppa Agostoni 1976, trentesima edizione della corsa, si svolse il 6 ottobre 1976 su un percorso di 223 km. La vittoria fu appannaggio del belga Roger De Vlaeminck, che completò il percorso in 5h03'00", precedendo il connazionale Frans Verbeeck e l'italiano Francesco Moser.

## Ordine d'arrivo (Top 10)
| Pos. | Corridore             | Squadra            | Tempo    |
| ---- | --------------------- | ------------------ | -------- |
| 1    | Roger De Vlaeminck    | Brooklyn           | 5h03'00" |
| 2    | Frans Verbeeck        | IJsboerke-Colnago  | s.t.     |
| 3    | Francesco Moser       | Sanson             | s.t.     |
| 4    | Pierino Gavazzi       | Jollj Ceramica     | s.t.     |
| 5    | Enrico Paolini        | Scic-Colnago       | s.t.     |
| 6    | Miguel María Lasa     | Scic-Colnago       | s.t.     |
| 7    | Willem Peeters        | IJsboerke-Colnago  | s.t.     |
| 8    | Jos Jacobs            | IJsboerke-Colnago  | s.t.     |
| 9    | Bruno Wolfer          | Zonca-Santini      | as.t.    |
| 10   | Giacinto Santambrogio | Bianchi-Campagnolo | s.t.     |